# Ochame na Futago: Claire Gakuin Monogatari
Ochame na Futago: Claire Gakuin Monogatari (おちゃめなふたご ―クレア学院物語―, Ochame na Futoga Kurea Gakuin Monotogari) é uma série de anime produzida pelo estúdio Tokyo Movie Shinsha (conhecido atualmente como TMS Entertainment) e inspirada no romance As Gémeas no Colégio de Santa Clara da escritora britânica Enid Blyton.

## Enredo
A história passa-se na década de 1920. Patrícia e Isabel, as duas gémeas O'Sullivan fazem a escola ficar bastante agitada e não sabem o que é ter um bom comportamento. Os pais decidem enviar as raparigas para Santa Clara, um colégio que mostra as meninas como ter boas maneiras, para poder ensiná-las como comportar-se na sociedade.
Na nova escola os problemas só acabam por começar para as duas irmãs, as duas líderes que destacavam-se nos desportos e tinham muitas amigas no colégio anterior, terão de integrar-se na nova vida escolar. No entanto, pouco a pouco Patrícia e Isabel começam a compreender a dinâmica da escola e aos poucos começam a ser apreciadas pelos professores e pelas colegas de classe.

## Banda sonora
Tema de abertura
Benkyō no Uta (勉強の歌)
Interpretação - Chisato Moritaka / Composição - Hideo Saitō
Tema de encerramento
Itsumademo (八月の恋)
Interpretação - Chisato Moritaka / Letrista - Chisato Moritaka / Composição - Shinji Yasuda

## Episódios
| #  | Título                                                                                               | Exibição original       |
| -- | --- | ----------------------- |
| 1  | "Odiamos o colégio de Santa Clara" "Kurea gakuin tsu daikirai (クレア学院って大嫌い)"                | 5 de janeiro de 1991    |
| 2  | "Lacrosse olhe para nós, estamos jogando" "Mite! Watashi no rakurosu (見て! 私のラクロス)"           | 12 de janeiro de 1991   |
| 3  | "A Mademoiselle está a lamentar-se" "Nageki no madomoazeru (嘆きのマドモアゼル)"                     | 19 de janeiro de 1991   |
| 4  | "Jeanette, a traquinas" "Itazura Janetto (いたずらジャネット)"                                       | 26 de janeiro de 1991   |
| 5  | "Festa no meio da noite" "Mayonaka no patei (真夜中のパーティー)"                                    | 2 de fevereiro de 1991  |
| 6  | "Pobre Catherine" "Kawaisōna Kyasarin (かわいそうなキャサリン)"                                      | 9 de fevereiro de 1991  |
| 7  | "Não desista, Senhor Kennedy!" "Ganbare! Kenedei sensei (がんばれ! ケネディ先生)"                    | 16 de fevereiro de 1991 |
| 8  | "Quatro presentes" "Yottsu no purezento (四つのプレゼント)"                                          | 23 de fevereiro de 1991 |
| 9  | "O segredo de Sheila" "Shieira no himitsu (シェイラの秘密)"                                          | 2 de março de 1991      |
| 10 | "Vamos quebrar as regras do colégio!" "Minnade kōsoku yabucchae! (みんなで校則やぶっちゃえ!)"        | 9 de março de 1991      |
| 11 | "Isabel trapaceou!?" "Izaberu ga kanningu!? (イザベルがカンニング!?)"                                | 16 de março de 1991     |
| 12 | "Grande seca! Quem será a substituta?" "Dai pinchi! daiyaku ha dare ni (大ピンチ! 代役は誰に)"       | 23 de março de 1991     |
| 13 | "Adeus, Senhor Kennedy" "Sayōnara Kenedei sensei (さようならケネディ先生)"                           | 30 de março de 1991     |
| 14 | "Eu queimei minha lição de casa!" "Shukudai wo moya shichatta! (宿題を燃やしちゃった!)"              | 20 de abril de 1991     |
| 15 | "O encantador Senhor Robert" "Suteki na Robato sensei (素敵なロバート先生)"                          | 27 de abril de 1991     |
| 16 | "Debate até de manhã!" "Asa made tōronkai! (朝まで討論会!)"                                          | 4 de maio de 1991       |
| 17 | "O grande combate no dia do aniversário" "Tanjōbi ni dai genka! (誕生日に大ゲンカ!)"                 | 25 de maio de 1991      |
| 18 | "O tarô torna-se popular" "Tarotto uranai dairyūkō! (タロット占い大流行!)"                           | 29 de junho de 1991     |
| 19 | "Não deixe o colégio, Hilary!" "Yamenaide, Hirari! (やめないで、ヒラリー!)"                          | 20 de julho de 1991     |
| 20 | "Bonjour no fato" "Mizugi de bonjuru (水着でボンジュール)"                                           | 3 de agosto de 1991     |
| 21 | "O presente da professora Walker" "Uoka sensei no okurimono (ウォーカー先生の贈り物)"                | 21 de setembro de 1991  |
| 22 | "Fuja! Gladys" "Hashire! Guradeisu (走れ! グラディス)"                                               | 5 de outubro de 1991    |
| 23 | "Aah! Nós acabamos mudando a história!?" "Atsu! Rekishi ga kaecchi yau!? (あっ! 歴史が変っちゃう!?)" | 12 de outubro de 1991   |
| 24 | "A dieta de todas!" "Minnade daietto! (みんなでダイエット!)"                                         | 19 de outubro de 1991   |
| 25 | "A quem pertence Binks?" "Binkusu wo kaeshi te! (ビンクスを返して!)"                                 | 26 de outubro de 1991   |
| 26 | "Obrigada colégio de Santa Clara" "Arigatō kurea gakkō (ありがとう クレア学院)"                      | 2 de novembro de 1991   |

## Transmissão mundial
| País                | Canal                         | Data de estreia        | Título |
| ------------------- | ----------------------------- | ---------------------- | --- |
| Japão               | Nippon TV                     | 5 de janeiro de 1991   | おちゃめなふたご ―クレア学院物語― ([Ochame na Futago: Claire Gakuin Monogatari] Erro: {{japonês}}: o texto tem marcação itálica (ajuda) |
| Japão               | NHK-BS2                       | 1998                   | おちゃめなふたご ―クレア学院物語― ([Ochame na Futago: Claire Gakuin Monogatari] Erro: {{japonês}}: o texto tem marcação itálica (ajuda) |
| Japão               | Kyoto Broadcasting System     | 23 de agosto de 2013   | おちゃめなふたご ―クレア学院物語― ([Ochame na Futago: Claire Gakuin Monogatari] Erro: {{japonês}}: o texto tem marcação itálica (ajuda) |
| Japão               | Tokyo Metropolitan Television | 14 de novembro de 2013 | おちゃめなふたご ―クレア学院物語― ([Ochame na Futago: Claire Gakuin Monogatari] Erro: {{japonês}}: o texto tem marcação itálica (ajuda) |
| Portugal            | RTP2                          | 1992                   | As Gémeas de Santa Clara |
| Portugal            | RTP1                          | 1994                   | As Gémeas de Santa Clara |
| Itália              | Italia 1                      | 1993                   | Una scuola per cambiare |
| França              | Teletoon                      | 1997                   | Les Jumelles de St-Clare |
| Alemanha            | KiKa                          | 22 de maio de 1998     | Hanni und Nanni |
| Alemanha            | ORF eins                      | 22 de maio de 1998     | Hanni und Nanni |
| Espanha · Catalunha | Antena 3                      | 1998                   | Las Gemelas de St. Claire |
| Espanha · Catalunha | K3                            | 1998                   | Les Bessones a St Clare's |
| Espanha · Catalunha | TV3                           | 1998                   | Les Bessones a St Clare's |
| Filipinas           | ABS-CBN                       |                        | The Twins at St. Clare's |
| Mundo árabe         |                               |                        | التوأمان |